# Forces Armades Revolucionàries del Poble
Les Forces Armades Revolucionàries del Poble (FARP) (en Portuguès: Forças Armadas Revolucionarias do Povo) fou el braç armat del Partit Africà per la Independència de Guinea i Cap Verd durant la lluita per la del seu poble de l'Imperi Portuguès dels actuals estats de Guinea Bissau i del Cap Verd.
Les Forces Armades Revolucionàries del Poble es van formar després del primer congrés del Partit Africà per la Independència de Guinea i el Cap Verd.

## Història

### Organització i període de guerra de guerrilles
El 1962 es va elaborar el Pla d'Acció i Organització que va definir un esquema d'una estructura militar que tenia com a objectiu el de fer lluita armada contra la potència colonial portuguesa. Aquesta força armada es va organitzar el 1963 en dos tipus de grups armats de guerrilla: d'àrea (territorials) i d'intervenció (mòbils).
Segons Júlio César de Carvalho, les forces armades revolucionàries foren creades per ordres d'Amílcar Cabral perquè el govern colonial portugués s'avingués a dialogar sobre la situació de Guinéa-Bissau i del Cap Verd. Com que la metròpoli es negava a dialogar, els del Partit Africà per la Independència de Guinea i el Cap Verd es va veure abocat a la lluita armada.
Les forces armades revolucionàries del poble, que primer es constituïren com a guerrila, van anar adoptant la forma d'un Exèrcit Popular. Això ja va succeir el 1963, quan van arribar a les colònies quadres militars formats a la Xina. Tot i això, aquests cossos armats organitzats es van crear formalment durant el Congrés de Cassaca de 1964. A partir d'aquest Congrés, amb la instauració d'un braç armat ben organitzat, va marcar una nova fase de la lluita per la independència d'aquestes colònies.

### Primera reorganització
En un primer moment, la creació d'aquest exèrcit regular es va fer aprofitant les unitats de guerrilla que estaven dividides en els diferents fronts de combat, cadascuna de les quals tenia un comandament militar propi. Després d'un important avenç de la lluita i de la creació de les primeres zones alliberades, es va haver de reorganitzar les milícies per tal que poguessin fer front a l'exèrcit colonial, que estava millor organitzat. Així, el 1966, les Forces Armades Revolucionàries del Poble van tenir la seva primera gran reestructuració que va estar representada per:
- La coordinació sectorial i regional de tots els frents de combat.
- La centralització de la direcció de la lluita.

Així, la nova organització es va estructurar de la següent forma:
- Les guerrilles: Forces de guerrilla sota la direcció d'un comandament de sector, que podien cooperar entre elles. Cada base de guerrilla havia de tenir entre 32 i 64 homes i disponien de dos dirigents: un cap militar i un comissari polític.
- Les unitats de l'Exèrcit Popular. Organitzades de manera irregular, segons diferents criteris, segons la volutant dels seus responsables. La seva funció era sobretot alliberar nous territoris i ampliar la guerra a noves zones.
- El Consell de Guerra. Era l'òrgan superior de la direcció política del Partit Africà per la Independència de Guinea i el Cap Verd. Fou creat per a dirigir la lluita armada i per a prendre decisions polítiques sobre qüestions militars. Estava compost pel Secretari General del Partit i per cinc delegats permanents.
- Els Comandaments del Front. Els antics Comandaments Generals del Nord i del Sud, el 1966 es van passar a anomenar Comandaments del Front. Havien de controlar i coordinar les accions militars de tota la seva zona de responsabilitat.

### Nova Organització
El 1970 les FARP van patir una nova reorganització perquè calia adaptar les estructures militars a la nova realitat que havia creat la lluita armada. La nova estructura tenia els següents agrupaments:
- Les Forces Nacionals (FAN): Servien per a fer lluita armada contra les forces imperials portugueses en tot el territori nacional de Guinea i el Cap Verd. Estaven compostes per l'Exèrcit Nacional Popular (EP) (amb unitats d'infanteria, d'artilleria i de cossos especials -abastiment, informació, reconeixement, telecomunicacions i salut-), per la Marina Nacional Popular (MP) i per les Forces Armades Locals (FAL). La principal novetat fou la creació de la Marina nacional Popular. Aquesta tenia unitats navals, de guerra i de transport. La seva direcció estava sota el Comité Nacional de la Marina que estava compost per un responsable d'operacions, un instructor general, un comissari polític, un responsable de seguretat i un responsable d'abastiment. La seva missió era combatre les unitats de marina de l'exèrcit colonial portugués i de fer d'assistència logística. Les Forces Armades Locals també foren una altra novetat d'aquesta organització. Aquestes substituïren les milícies populars i havien de facilitar el retorn a una vida normal a les zones alliberades de la metròpolis i a satisfer les necessitats bàsiques del poble alliberat. Així, també servien de recolzament de les Forces Nacionals, a les que abastien de material de guerra i productes alimentaris. El cos de les FAL tenia tres grans direccions locals, dirigides per un comandant, un responsable militar, un de polític i un de social i cultural. S'organitzaven per zones i les dones hi van tenir un paper molt destacat i estaven organtizats per bigrups.[1]

## Principals conquestes militars de les FARP
- El febrer del 1964 les FARP van aconseguir la seva primera conquesta militar significativa: l'illa de Como. Fou després de la batalla de Como.[1]
- El 1969 les FARP van consolidar zones alliberades importants. Durant aquest any es van fer 611 atacs contra posicions fortificades portugueses i es van prendre els llocs fronterers importants de Balana i de Gandembel. També es va alliberar Madina do Boé.[1]

## Les FARP segons els militars portuguesos
El 1973, Bethencourt Rodrigues, General de l'exèrcit portuguès va analitzar la situació de Guinea Bissau i del Cap Verd. Va afirmar que les FARP disponien de material bèl·lic modern i eficient i que els militars africans estaven ben formats per l'assistència d'isntructors cubans. Així mateix, va reconéixer que el PAIGC havia demostrat capacitat organitzativa i de comandament en les diferents accions de la fase final de la lluita armada. També va afirmar que l'orografia i la geografia del país va ajudar a la guerra de guerrilles que practicaven les forces africanes.
Ricardo Durão, general portuguès, també va admetre que les FARP tenien moltes facilitats de mobilitat en la zona de selva i les sabanes.
Segons Carlos Fabião, l'actuació del general Arnaldo Shultz fou fatal per la metròpoli portuguesa. A més, també afirma que el P.A.I.G.C. va aconseguir un molt bon nivell d'organització militar perquè tenia ajuda internacional, sobretot de la Unió de Repúbliques Socialistes Soviètiques, de Cuba, de Suècia i de Noruega.
En la fase final de la guerra, el poble portuguès havia quedat desmoralitzat degut a les conseqüències funestes de les diferentes guerres d'alliberació de les colònies africanes i la revolució del 25 d'abril de 1974 va tenir conseqüències definitives sobre la qüestió colonial. que va portar a les independències dels nous estats africans que havien format part de l'imperi portuguès.